# Filmburg (Hamburg)
Die Filmburg in der Veringstraße 60 im Hamburger Stadtteil Wilhelmsburg war ein Kinogebäude aus dem Jahr 1929. Sie galt „als ein besonders signifikanter Kinobau der 1920er Jahre“ und wurde seit ihrer Schließung 1961 bis zum Abriss des Gebäudes als Laden und zu Wohnzwecken genutzt.

## Geschichte
Der Bau der Filmburg wurde im Auftrag von Friedrich Renziehausen und dessen Ehefrau zur Zeit der Weimarer Republik im Jahr 1929 errichtet, nachdem Renziehausen bereits 1920 von Hannover nach Wilhelmsburg übergesiedelt war, um hier zunächst das ältere Monopoltheater mit seinen 400 Sitzplätzen pachtweise weiter zu betreiben. Mit den so gesammelten Erfahrungen und der Voraussicht über die kommenden technischen Innovationen zur Präsentation bewegter Bilder wollte das Ehepaar ein dafür möglichst für Jahrzehnte geeignetes, neues Gebäude errichten lassen. Da nahe dem alten Standort zwischen der Fährstraße und dem Vogelhüttendeich ein entsprechend großes Grundstück jedoch nicht zur Verfügung stand, wählte das Ehepaar einen Bauplatz, der durch den erst kurz zuvor aufgespülten Bereich im mittleren Teil der Veringstraße entstanden war. Die dort 1929 errichtete Filmburg war bis in die 1930er Jahre das einzige Gebäude in dem Bereich, bis dann auch die Straßenzeile sowie die damalige Weimarer Straße bebaut wurden.
In den ersten Jahren wurden in der Filmburg, mit ihren 720 Sitzplätzen als „größtes Filmtheater der Elbinsel“ beworben, noch ausschließlich Stummfilme vorgeführt, die ab 1931 mit Schallplattenmusik unterlegt wurden. Erst ab 1932 konnte dann auch das Lichttonverfahren zum Einsatz kommen.
Im Zweiten Weltkrieg wurde das Gebäude durch Fliegerbomben seit den ersten Luftangriffen auf Hamburg mehrfach beschädigt. Auch nach dem Tod der beiden Firmengründer in den Jahren 1942 und 1944 blieb die A. Renziehausen & Co. in Familienbesitz und wurde durch die Töchter des Ehepaares, Hertha Arnecke und Irmgard Wille fortgeführt: Schon wenige Wochen nach dem Zusammenbruch des Dritten Reiches durfte die Filmburg als eines der ersten von seinerzeit zehn Lichtspielhäusern Hamburgs bereits am 27. Juli 1945 wieder Filme für die deutsche Zivilbevölkerung zeigen.
Zum 25-jährigen Gründungsjubiläum ließen die Renziehausen-Töchter 1954 die Filmburg in einer Bauzeit von drei Wochen neu herrichten und auf den seinerzeit neuesten Stand der Lichtspieltechnik bringen: Die Innenwände und Decken vermittelten durch eine neue, stufenförmige Unterteilung mehr Behaglichkeit und „Wärme“, während die Besucher mittels der vergrößerten Bühne nun auch im Lichtton- und Magnettonverfahren produzierte Filme aller Formate sehen konnten, bis hin zu Vorführungen im Breitwandformat (bis 4,50 Meter Höhe und 12,50 Meter Breite). Zudem wurde eine Anlage für Schwerhörige installiert.

## Baubeschreibung
Das gut erhaltene Gebäude gilt „[...] als ein besonders signifikanter Kinobau der 1920er Jahre“. Wenngleich Hinweise auf den ehemaligen Kinobetrieb nicht mehr am Gebäude angebracht sind, weist der dreigeschossige Baukörper mit seinem Flachdach mit einfachen, von außen ablesbaren Mitteln auf seinen ursprünglichen Zweck hin. Die Kinofassade über mehrere Geschosse untergliedert das Gebäude nach seinen Zweckbestimmungen: Hinter einem großflächigen Vordach und dem Foyer ist der Saalbau ebenfalls von der Straße aus zu erkennen. Die über dem Erdgeschoss mit seinem Kinoeingang liegenden schlichten Wohn- oder Bürogeschosse zeigen außenliegende Wandpfeiler und werden durch hervorgehobene Treppenhäuser erschlossen.